# Michelangelo Rossi
Michelangelo Rossi, también llamado Michel Angelo del Violino (Génova, ca. 1601 - Roma, 1656), fue un importante compositor, violinista y organista de Italia del Barroco.

## Biografía
Nacido en Génova, estudió con su tío Lelio Rossi (1601-1638) en la Catedral de San Lorenzo. Alrededor de 1624 se estableció en Roma, al servicio del cardenal Mauricio de Saboya. Allí conoció al compositor de madrigales Sigismondo d'India y al organista y compositor Girolamo Frescobaldi, con los que probablemente estudió. Todos sus madrigales excepto uno se atribuyen a este período, y son similares a los de d'India. Las circunstancias de su cese al servicio del cardenal no están claras.
La primera ópera conocida de Rossi data de su segundo período romano, al servicio del acaudalado Taddeo Barberini. Su Erminia sul Giordano fue estrenada durante el Carnaval de 1633 en el teatro del palacio Barberini (al parecer el propio Rossi cantó el papel del dios Apolo), y fue impresa cuatro años después. Una segunda ópera, Andromeda (1638, parcialmente perdida) fue estrenada en 1638 en Ferrara. En 1649 Rossi había retornado a Roma y residía en el palacio de Camilo Pamphili, familiar del papa, tal vez semirretirado. Falleció en julio de 1656 en Roma y probablemente fue enterrado en la basílica de Sant'Andrea delle Fratte de la Orden de los Mínimos.
Aunque en vida fue conocido como violinista excepcional, su reputación reside principalmente en su música para teclado. En particular son muy valoradas sus 10 tocatas, y entre ellas es especialmente conocido el ultracromático final de la Toccata VII. Su música es estilísticamente cercana a las de Girolamo Frescobaldi, Carlo Gesualdo y Johann Jakob Froberger, aunque mantiene sus características personales y disfruta de una notable reputación en la literatura teclística. Béla Bartók fue uno de sus editores.